# La familia de Felipe V (Van Loo)
La familia de Felipe V es un cuadro de Louis Michel van Loo, pintado en 1743, que representa al rey Felipe V de España con su familia. Se conserva en el Museo del Prado.

## Personajes
Los personajes del retrato se dividen en tres grupos. A la izquierda sentadas están la infanta Mariana Victoria (1718-1781), hija de Felipe V e Isabel de Farnesio, casada con el rey José I de Portugal, y la entonces princesa de Asturias consorte Bárbara de Braganza (1711-1758). Junto a ella, de pie, su esposo el príncipe Fernando (1713-1759), hijo del monarca español y su primera esposa María Luisa Gabriela de Saboya, fallecida en 1714. 
El grupo central lo integran, sentados, el rey y la reina Isabel Farnesio (1692-1766), apoyada en el cojín que sostiene la corona, símbolo inequívoco de su gran poder. En medio de ellos dos, de pie, aparece el Cardenal-Infante don Luis (1727-1785), más tarde conde de Chinchón, a lado de la reina se encuentran el futuro duque de Parma, el infante Felipe (1720-1765) y su esposa Luisa Isabel de Borbón, hija del monarca francés Luis XV
En el suelo juegan las infantas Isabel de Borbón-Parma (1741-1763), sentada a la derecha sujetando por las patas a un perro y María Isabel Ana de Borbón (1743-1749), nietas de los reyes, siendo hijas del infante Felipe y del rey napolitano Carlos respectivamente.  
Por último, en el lado derecho de la composición se encuentran, junto a Luisa Isabel de Borbón, las infantas María Teresa Rafaela de España (1726-1746) esposa del delfín de Francia, Luis) y María Antonia Fernanda de Borbón (1729-1785), futura reina consorte de Cerdeña, Junto a ellas se encuentra María Amalia de Sajonia (1724-1760) y su esposo el infante Carlos (1716-1788), por entonces rey de Nápoles y Sicilia. En una breve mirada a la obra, se puede observar a prácticamente toda la familia  de Felipe V. 

## Análisis
La llegada de Van Loo coincidió con un cambio de estilo artístico en España, pues Felipe V, francés, introdujo varios aspectos del barroco galo. La retratística española, en la línea de Velázquez y Sánchez Coello, fue sustituida por un estilo colorista, recargado y lleno de detalles.
Un amplio y teatral conjunto de cortinas rojas enmarca un balcón, donde una orquesta interpreta un concierto. Mientras, el rey y su familia escuchan la música en un amplio salón totalmente ficticio (ningún Sitio Real de la época contaba con interiores así) el cual da paso a un jardín, que puede recordar a los del Buen Retiro y Aranjuez.
Van Loo realiza con extremo detalle las telas y los adornos de los personajes, elementos inspirados en la escuela flamenca. El pintor goza de todas las confianzas de Felipe V, pues supo sintetizar el estilo oficial, con reminiscencias de Rubens y Van Dyck, con un sello adulador clásico del rococó francés. Además, el artista capta las emociones y los rasgos psicológicos de los personajes. En palabras de Juan J. Luna, «se busca la representación de la majestad regia con los atributos que le pertenecen, el sentido de gloriosa continuidad dinástica y la pompa que rodea su poderío, expresada con suntuosa fastuosidad».
Fue una obra preparada durante muchos años, como evidencian varios bocetos que se conservan en la Real Academia de Bellas Artes de San Fernando. Al respecto, Van Loo introdujo algunos cambios: la infanta María Antonia, en lugar de estar en primer plano, se situó detrás de la esposa de Carlos III y el espacio central se rellenó con las nietas de Felipe V.
Es la gran obra de Van Loo, que marca su realización como retratista y le permite forjar su propio estilo, que bebe de las aportaciones de Hyacinthe Rigaud, Pierre Mignard y la escuela italiana.